# Fred (voornaam)

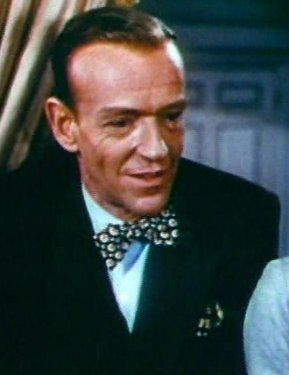
Fred Astaire

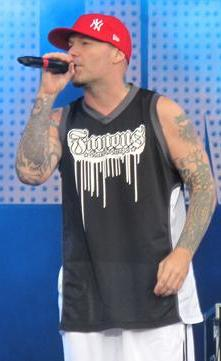
Fred Durst

Fred is een jongensnaam die een verkorting kan zijn van de voornamen Alfred, Wilfred, Frederik of Manfred .Afgeleiden zijn de voornamen Freddie en Freddy.

## Bekende naamdragers
- Fred Adison, Frans drummer
- Fred Alexander, Amerikaans tennisser
- Fred André, Nederlands voetballer
- Fred Astaire, Amerikaans danser, zanger en acteur
- Fred Barrie, Amerikaans botanicus
- Fred Bekky, Vlaams zanger, componist en muziekproducent
- Fred Benavente, Nederlands programmamaker, acteur, zanger en tekstschrijver
- Fred Benson, Ghanees-Nederlands voetballer
- Fred Bervoets, Belgisch schilder, tekenaar en graficus
- Fred Blankemeijer, Nederlands voetballer en voetbalbestuurder
- Fred Brouwers, Vlaams radio- en televisiepresentator
- Fred Butter, Nederlands musicalzanger en acteur
- Fred Carasso, Nederlands beeldhouwer
- Fred Chichin, Frans gitarist
- Fred Couples, Amerikaans golfer
- Fred De Bruyne, Vlaams wielrenner en sportjournalist
- Fred Delfgaauw, Nederlands theatermaker en stemacteur
- Fred van Dorp, Nederlands waterpolospeler
- Fred Durst, Amerikaans muzikant en producer, frontman van Limp Bizkit
- Fred Emmer, Nederlands nieuwslezer
- Fred Erdman, Belgisch politicus
- Fred Friday, Nigeriaans voetballer
- Fred de Graaf, Nederlands politicus
- Fred Hansen, Amerikaans atleet
- Fred van der Hoorn, Nederlands voetballer
- Fred Hoyle, Brits astronoom en kosmoloog
- Fred Kaps, Nederlands goochelaar
- Fred Kiprop, Keniaans marathonloper
- Fred Lebow, Roemeens-Amerikaans marathonloper
- Fred van Leer, Nederlands stylist
- Fred Lorz, Amerikaans atleet
- Fred Mustert, Nederlands kok
- Fred Ormskerk, Surinaams militair
- Fred Oster, Nederlands televisiepresentator en -producent
- Fred Patrick, Nederlands voetballer
- Fred Perry, Brits tennisser
- Fred Ramdat Misier, Surinaams politicus, president van Suriname
- Fred Rompelberg, Nederlands wielrenner
- Fred Savage, Amerikaans acteur en televisieregisseur
- Fred Sinowatz, Oostenrijks politicus
- Fred van der Spek, Nederlands politicus
- Fred Teeven, Nederlands politicus
- Fred Van Kuyk, Vlaams acteur
- Fred Vargas, Frans schrijfster, historica en archeologe
- Fred Velle, Nederlands acteur
- Fred West, Engels seriemoordenaar
- Fred Whipple, Amerikaans astronoom
- Fred Zinnemann, Oostenrijks-Amerikaans regisseur
- Fred van Zutphen, Nederlands boogschutter

## Fictieve figuren
- Fred Figglehorn, YouTubepersonage bedacht door Lucas Cruikshank
- Fred Flintstone, personage uit de Amerikaanse animatieserie The Flintstones
- Fred Haché, Nederlands televisiepersonage, gespeeld door Harry Touw
- Fred Halsema, personage uit de Nederlandse soapserie Goede tijden, slechte tijden
- Fred Jones, personage uit de Amerikaanse animatieserie Scooby-Doo
- Fred Kroket, personage uit de Vlaamse televisieserie Samson en Gert
- Fred Wemel, personage uit de Harry Potterboekenreeks